# Международна организация за миграция
Международната организация за миграция (IОМ) е междуправителствена организация, част от системата на ООН (няма статут на специализирана агенция), основана през 1951 г. като Междуправителствен съвет за европейска миграция, който да оказва помощ при презаселването на хора, разселени по време на Втората световна война. Към април 2025 г. има 175 страни членки и 8 страни наблюдателки.
Официалните езици са английски, френски и испански. Седалището на МОМ се намира в Женева, Швейцария. Има повече от 8400 служители в над 100 офиса, а бюджетът ѝ за 2013 г. е 1.675 млрд. щатски долара.